# Stympad tetraeder
Stympad tetraeder är en arkimedisk kropp som inom geometri är en konvex tredimensionell geometrisk kropp (polyeder). En stympad tetraeder består av 8 ytor uppdelat på 4 liksidiga trianglar och 4 likformiga hexagoner. Ytorna bildar 18 kanter och 12 hörn.

## Area och volym
Beräkning av arean {\displaystyle A} och volymen {\displaystyle V} i en stympad tetraeder med kantlängden {\displaystyle a}:
| {\displaystyle A=7{\sqrt {3}}a^{2}\approx 12.12435565a^{2}}                |
| {\displaystyle V={\frac {23}{12}}{\sqrt {2}}a^{3}\approx 2.710575995a^{3}} |